# Jesús María (Colombia)
Jesús María è un comune della Colombia facente parte del dipartimento di Santander.
L'abitato venne fondato da Lorenzo de Salazar nel 1743, mentre l'istituzione del comune è del 12 agosto 1887.